# Kľacký vodopád
Kľacký vodopád (też: Kľakovský vodopád, pol. Wodospad Klacki) – wodospad w pasmie górskim tzw. Luczańskiej Małej Fatry na Słowacji.

## Położenie
Wodospad znajduje się na źródłowym toku niewielkiego potoku, będącego lewobrzeżnym dopływem Vrícy, na wysokości ok. 990 m n.p.m. na wschodnich stokach masywu Kľaku, ok. 4 km na północny zachód od wsi Vrícko. 

## Charakterystyka
Wodospad ma formę strugi wody, spływającej po stromej, prawie pionowej ścianie skalnej kilkoma kolejno po sobie następującymi kaskadami o łącznej wysokości ok. 30 m. U stóp dolnej kaskady woda spada do kotła eworsyjnego, otoczonego dużymi głazami. Ze względu na położenie (źródłowy tok niewielkiego cieku wodnego) przepływ wody w wodospadzie jest niewielki. Rośnie jedynie wiosną podczas topnienia sniegów w masywie Kľaku lub po większych opadach. Otoczony jest lasem o charakterze zbliżonym do pierwotnego. W bezpośrednim sąsiedztwie wodospadu stwierdzono występowanie szeregu rzadkich i zagrożonych gatunków malakofauny.

## Ochrona
Wodospad, który dokumentuje rozwój rzeźby Małej Fatry i erozyjną działalność wody, w 1992 r. został objęty ochroną jako chroniony twór przyrody (słow. Chránený prírodný výtvor). Od 1996 r. chroniony jako narodowy pomnik przyrody (słow. Národná prírodná pamiatka).

## Turystyka
W pobliżu wodospadu biegnie znakowany kolorem  zielonym szlak turystyczny z Vrícka na Kľak. Do podnóża wodospadu prowadzi od niego oznakowana, krótka ścieżka dojściowa.